# James Fitzjames
James Fitzjames ou Fitz-James, né le 27 juillet 1813 à Londres et mort vers 1848-1849 dans l'Arctique, est un officier de marine et explorateur britannique.

## Biographie
Il entre dans la Royal Navy en 1825 et est promu lieutenant en 1838. Commandant (1842) puis capitaine (1845), il prend part à la Première guerre de l'opium et commande le Clio dans les mers à l'est de l'Inde.
En 1845, il officie sur l'Erebus dans l'expédition de John Franklin. Après l'escale de l'île de Disko et la mort de Franklin, il prend, avec Francis Crozier, le commandement de l'expédition. Il dépose dans un cairn un message indiquant qu'il ne reste plus que 105 survivants et qu'ils vont tenter de rejoindre à pied le continent. C'est la dernière trace connue des explorateurs.
Le 24 septembre 2024, L'université de Waterloo et l'Université Lakehead au Canada annoncent avoir identifié avec certitude des ossements découverts sur l'île du Roi-Guillaume en 1982 comme étant ceux de James Fitzjames, capitaine du HMS Erebus lors de l'expédition perdue de Franklin,.